# 坦格里斯尼爾和坦格喬斯特

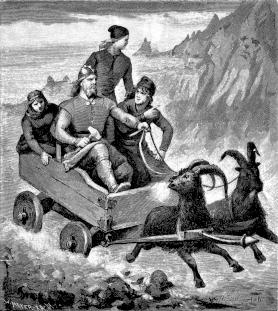
索爾和他的拉車山羊

坦格里斯尼爾（Tanngrisnir），名字的意思為「磨齒者」；坦格喬斯特（Tanngnjostr、Tanngnjóstr），名字的意思為「咬齒者」。牠們是北歐神話中，索爾（Thor）的一對神奇山羊，負責拉索爾的車。
索爾平時皆徒步，不然就是駕著由兩匹羊拉的黃銅車，所以索爾也被稱為「驅車者索爾」（Aku-Thor）。索爾有時也會殺了山羊來宴請他人，只要吃完後將羊皮和吃剩的骨頭聚集起來，再用他的雷神之鎚擊打，羊就會復活過來。但有一次，人類提亞爾菲（Thialfi）在吃羊肉時，傷到了羊骨，因而造成其中一隻的腳從此微跛。